# Charles-Bonnet-Syndrom
Das Charles-Bonnet-Syndrom ist ein neurologisches und psychiatrisches Syndrom. Es kommt aufgrund einer chronischen Sehverschlechterung bei normalem Bewusstsein zu visuellen Trugwahrnehmungen (Illusionen und Pseudohalluzinationen), ohne dass eine akute psychiatrische Erkrankung im eigentlichen Sinn vorliegt. Das Syndrom ist nach dem Schweizer Naturwissenschaftler und Philosophen Charles Bonnet benannt, der es 1760 erstmals beschrieben hat.

## Ursachen
Das Charles-Bonnet-Syndrom kann infolge einer Schädigung der Sehbahn oder des Auges entstehen. Die Schädigung kann dabei im vorderen Teil der Sehbahn (zum Beispiel im Auge), als auch im hinteren Teil (zum Beispiel in der primären Sehrinde) liegen. Im vorderen Teil der Sehbahn treten Erkrankungen wie zum Beispiel Makuladegeneration, diabetische Retinopathie oder grauer Star auf. Im hinteren Teil der Sehbahn entstehen Schäden der Sehstrahlung (einschließlich der primären Sehrinde) beispielsweise aufgrund von Hirninfarkt, Blutung oder Hirntumor. Dabei kann es zu einem Charles-Bonnet-Syndrom mit visuellen Erscheinungen im anopischen (blinden) Gesichtsfeldbereich kommen.
Das Charles-Bonnet-Syndrom scheint an das Vorhandensein des visuellen Assoziationskortex gebunden zu sein. Halluzinationen treten dann nicht auf, wenn dieser zerstört wurde. Auch die visuelle Vorstellungskraft ist bei Defekten der primären Sehrinde erhalten, und bei Schäden höherer visueller Areale, insbesondere des unteren temporo-okzipitalen Überganges, beeinträchtigt.

## Symptome
Die Sehverschlechterung führt im Falle des Charles-Bonnet-Syndromes zu produktiven visuellen Phänomenen. Dazu gehören beispielsweise
- Phosphene: undefinierbare Lichterscheinungen,
- Photopsien: umrissene, beschreibbare, meist geometrische Figuren,
- Tesselopsien: zusammenhängende repetitive Muster, meist wie Kacheln beschrieben,
- Palinopsien: Persistierende oder erneut erscheinende Objekte, die bereits gesehen wurden, jedoch nicht mehr im Gesichtsfeld vorhanden sind,
- Metamorphopsien: Verzerrungen, Verkleinerungen und Vergrößerungen von Gesehenem,
- komplexe Halluzinationen: ausgestaltete Bilder und Szenen von Objekten und Fantasie-Gestalten,
- Heautoskopien: spiegelbildliche Doppelgängerhalluzinationen

Die Betroffenen erleben die Erscheinungen stets als nicht echt und distanzieren sich davon. Daher nennt man die Erscheinungen auch Illusionen oder Pseudohalluzinationen.

## Diagnose
Um die Diagnose des Charles-Bonnet-Syndromes zu stellen, müssen die folgenden Kriterien erfüllt sein:
- Stereotype optische Halluzinationen
- Distanzierung von der Echtheit der Wahrnehmungen
- Keine Halluzinationen in anderen Qualitäten (zum Beispiel akustisch)
- Kein wahnhaftes Erleben

Das Charles-Bonnet-Syndrom ist zu unterscheiden von Erkrankungen wie Lewy-Körperchen-Demenz, Migräne-Attacken, Delirium, Nebenwirkung von Parkinson-Medikamenten, Drogen-Einnahme (Halluzinogene) und andere.

## Therapie
Die Therapie des Charles Bonnet-Syndromes orientiert sich an den Ursachen. Es wird eine Verbesserung der Sehkraft angestrebt. Sollte dies nicht möglich sein (zum Beispiel in anopischen Gesichtsfeldquadranten nach Hirninfarkt), wird eine pharmakologische Therapie in Betracht gezogen. Ansätze der Rehabilitation durch soziale Anbindung werden diskutiert.

### Verbesserung der Sehkraft
Sollte eine Katarakt dem Charles-Bonnet-Syndrom zugrunde liegen, so kann eine Linsen-Operation ein komplettes Verschwinden der Symptome bewirken. Ähnliche Erfolge wurden nach Verbesserung der Sehkraft durch Brillen berichtet. Bei Auftreten nächtlicher Halluzinationen kann eine Raumbeleuchtung beschwerdeverbessernd sein.

### Medikamentöse Therapie
Erfolge in der Therapie wurden berichtet durch:
- Neuroleptika wie Melperon oder Risperidon
- Antikonvulsiva wie Carbamazepin oder Clonazepam
- Serotonin-Antagonisten wie Ondansetron

### Verbesserung der Sozialen Anbindung
Dieser Therapieansatz beruht auf der Beobachtung, dass es bei sozial isolierten Menschen häufiger zu einem Charles-Bonnet-Syndrom kommt. Da es jedoch eine hohe Dunkelziffer an Erkrankten gibt, die die Erscheinungen nicht berichten, da sie befürchten als psychisch erkrankt stigmatisiert zu werden, ist diese Beobachtung jedoch mit Vorsicht zu genießen. Andererseits ist von einer verbesserten sozialen Anbindung und eventuell einem Anschluss an eine Selbsthilfegruppe keine Verschlechterung der Symptome zu erwarten.

## Häufigkeit und Prognose
Es wird berichtet, dass zwischen 10 % und 57 % aller Menschen mit verminderter Sehschärfe ein Charles-Bonnet-Syndrom erleiden. Je nach Möglichkeit der Verbesserung der Sehkraft und medikamentöser sowie supportiver sozialer Maßnahmen ist ein großer Anteil der Betroffenen behandelbar.
Es ist wichtig zu betonen, dass das Charles-Bonnet-Syndrom eine harmlose Erkrankung ist. Eine medikamentöse Therapie sollte daher erst nach strenger Nutzen-Risiko-Abwägung erfolgen.

## Historisches
Nachdem Charles Lullin, der Großvater Charles Bonnets, im Alter von 77 Jahren an einer Linsentrübung (Katarakt oder „Grauer Star“) erkrankt war, unterzog er sich einer Operation. Dennoch erblindete er nahezu. 12 Jahre nach der Operation, im Alter von 89 Jahren, kam es zu lebhaften Halluzinationen, über die er belustigt berichtete. Er sah Männer und Frauen, Kutschen und Häuser, wohl sogar eine spiegelbildliche Doppelgängerhalluzination (Heautoskopie), wobei ihm stets bewusst war, dass er halluzinierte und diese Dinge nicht existierten. In seinem späteren Leben erkrankte Charles Bonnet schließlich selbst an seinem Syndrom.
Außer als Neuropsychiater war Bonnet auch als Naturforscher bekannt und forschte über die Parthenogenese der Blattlaus und über Darmparasiten.